# 苻宏
苻宏（？—405年），氐族人，前秦帝苻堅之子。前秦永興元年（357年），苻堅即天王位，苻宏在當時就被封為太子。
苻堅統一華北後，欲攻東晉，包括苻宏在內的不少大臣皆持反對意見，然而苻堅仍堅持己見。建元十九年（383年），前秦於肥水之戰大敗，全國分崩離析。建元二十一年（385年），苻堅兵敗被擒，而苻宏也因為國內遍地皆反而走投無路，只得投奔東晉，被孝武帝司馬曜安置在江州（今江西九江），後來官至輔國將軍。
東晉權臣桓玄曾任江州刺史，因為這層關係，苻宏就成了桓玄的部下。東晉元興二年（403年），桓玄代晉稱楚帝，改元永始。桓楚永始二年（404年），桓玄敗退至江陵（今湖北江陵），苻宏被其任命為梁州刺史，並為前鋒，為桓玄所重用。同年，桓玄敗死，然而苻宏仍與其他將領不斷攻擊附近的郡縣。次年（405年），在湘東為晉將檀祗所討滅。